# علهان (روستا)
 علهان  (در عربی:  عَلَهان )
نام روستایی است در دهستان بیت العِمّاد از توابع استان اِب در کشور یمن در شبه جزیره عربستان.

## جمعیت
جمعیت آن (۷۷ ) نفر (۷ خانوار) می‌باشد.